# 克洛德·邁施
克洛德·邁施（1971年11月27日—），是盧森堡的一位政治家，擁有特里爾大學的金融數學學位。在2004年至2013年期間，邁施擔任民主黨的黨魁。